# Robert Jansson (centerpartist)

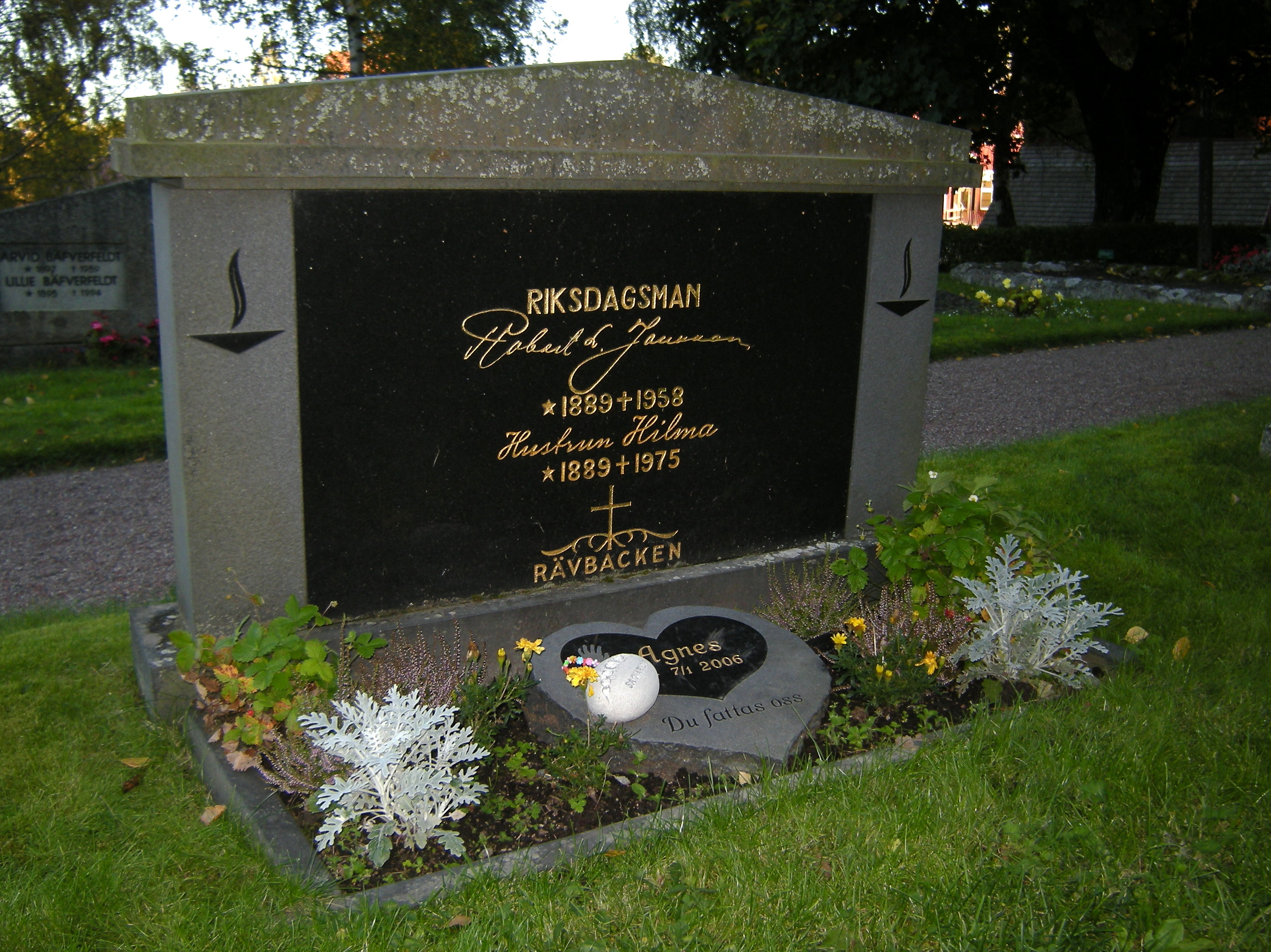
Robert L. Janssons grav i Aspeboda.

Robert Leander Jansson i riksdagen kallad Jansson i Aspeboda, född 27 februari 1889 i Norra Råda församling, Värmlands län, död 15 augusti 1958 i Aspeboda församling, Kopparbergs län, var en svensk hemmansägare och politiker (c).
Jansson var ledamot av Sveriges riksdags andra kammare för Bondeförbundet från 1945 i valkretsen Kopparbergs län. I riksdagen skrev han 34 egna motioner, huvudsakligen om landsbygden och dess näringar, t ex det statliga jordbruksstödet och beskattningen av skogsbruksinkomster.